# 泰華樓 (廣州)

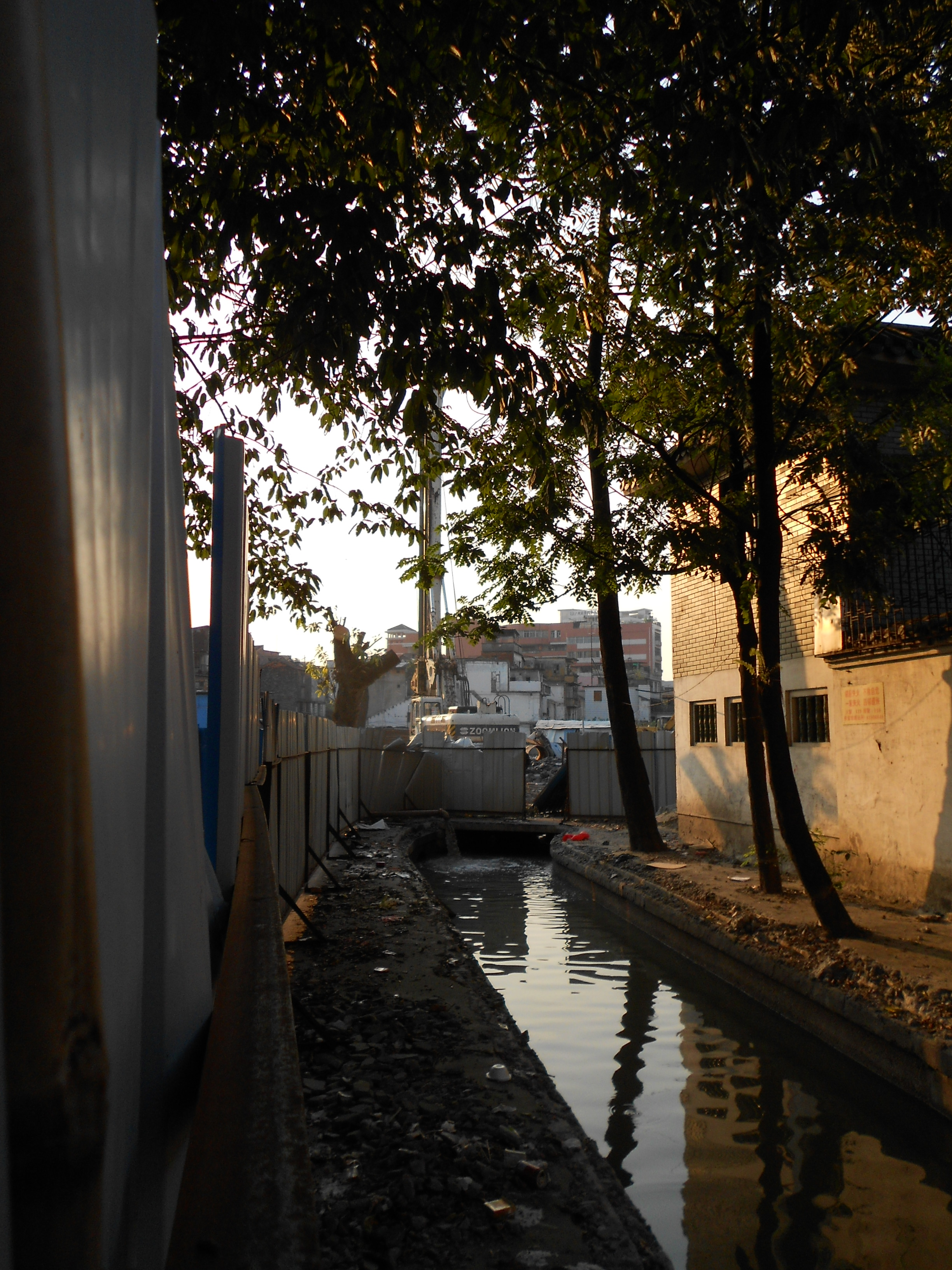
泰華樓，這是荔枝灣揭蓋復涌工程剛揭蓋，但尚未對其造成破壞時的情景。

泰华楼又名李文田第宅，位于中国广州市荔湾区恩宁路多宝坊27号，是清朝咸丰年间探花李文田所居探花第内读书的书斋。
书斋坐北朝南，面阔三间，占地面积420平方米，硬山顶，青砖石脚，为1988年重建，形式风格如旧。园门朝东，硬山两坡顶，内进为书斋房舍和庭院，庭院置假山，种植花木。书斋内进为厅堂，两侧为房间，厅前入口设花眉挂落，厅后设神楼。西面原为厨房和用膳地方，后改为两层房舍，外墙改贴灰釉面砖。探花第原为西关大屋，占地面积约3800平方米，今已不存。
其建于清代，因珍藏“东岳泰山碑”和“西岳华山庙碑”早期的拓本而闻名，还有陈澧篆书题写的“泰华楼”匾。书斋过去藏书10万卷（册），抗日战争时失散一部分，文化大革命期间部分书籍和字画又被抄走。1993年8月被公布为第四批广州市文物保护单位。
2013年1月，荔枝灣揭蓋復涌工程對泰華樓造成損壞，大量市民表示不滿。